# Flughafen Rosh Pina

i8
i11
i13
Der Flughafen Rosh Pina (hebräisch שדה התעופה ראש פינה, auch Flughafen Ben Ya'akov oder Mahanayim Airfield, IATA-Code: RPN, ICAO-Code: LLIB) ist ein kleiner Verkehrs- und Militärflugplatz im israelischen Rosh Pina. Er wird durch die Israel Airport Authority (IAA) betrieben. Neben der militärischen Nutzung fertigt der Flughafen einige Inlandsflüge ab.
Der bei Mahanaim gelegene Flughafen entstand zwischen 1943 und 1945 als britischer Militärflugplatz während des Zweiten Weltkrieges. Nach der Gründung Israels wurde der Flughafen dem israelischen Militär übergeben. Ab den 1950er Jahren wurde der Flughafen erstmals zivil genutzt, als Arkia den Flugbetrieb nach Rosh Pina aufnahm. Während anfangs noch provisorische Passagiereinrichtungen dienten, verfügt der Flughafen ab 1968 über ein richtiges Fluggastgebäude. 1971 folgte zudem die Einweihung eines Kontrollturms sowie einer Feuerwache am Flughafen. Wegen steigender Passagierzahlen und ersten Verschleißerscheinungen am Terminal wurde dieses 1994 modernisiert und erweitert. Seit den 1990er Jahren zeichnet sich jedoch ein stetiger Abwärtstrend bei den Passagierzahlen ab. Wurden 1999 noch 168.915 Passagiere am Flughafen begrüßt, so sank diese Zahl auf knapp 20.000 im Jahr 2008.